# 吴金印
吴金印（1942年9月—），河南新乡人，汉族，中华人民共和国政治人物、第十一届全国政协委员。

## 生平
加入中国共产党，担任河南省新乡市人大常委会副主任、卫辉市唐庄镇党委书记。2008年，当选第十一届全国政协委员，代表农业界，分入第三十九组。